# Руттон (город, Миннесота)
Руттон (англ. Ruthton) — город в округе Пайпстон, штат Миннесота, США. На площади 1,8 км² (1,8 км² — суша, водоёмов нет), согласно переписи 2002 года, проживают 284 человека. Плотность населения составляет 162,1 чел./км².
- Телефонный код города — 507
- Почтовый индекс — 56170
- FIPS-код города — 27-56482[1]
- GNIS-идентификатор — 0650431[2]